# Структурне плато

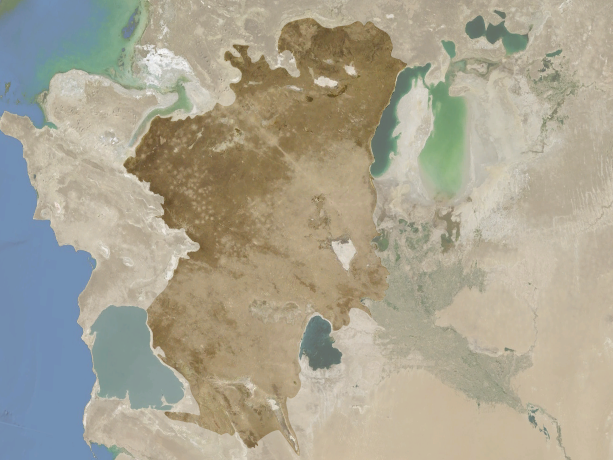
Плато Устюрт з космосу.

Структурне плато (рос. структурное плато, англ. structural plateau; нім. denudiertes Plateau n, Plateau n armiertes mit einer widerstandsfähiger Schicht) – плато, броньоване горизонтальним стійким пластом, виведеним на поверхню внаслідок руйнування денудацією більш податливих пластів, що лежали вище. 
Приклад – плато Устюрт в районі Аральського моря.